# Ikujirō Nonaka
Dans ce nom japonais, le nom de famille, Nonaka, précède le nom personnel Ikujirō.
Ikujirō Nonaka (野中 郁次郎, Nonaka Ikujirō), né le 10 mai 1935 à Tokyo où il meurt le 25 janvier 2025,, est un économiste japonais, devenu professeur émérite à l'université Hitotsubashi, au sein de la Graduate School of International Corporate Strategy.

## Jeunesse et études
Ikujirō Nonaka naît à Tokyo en 1935 et connaît, jeune, la défaite du Japon contre les États-Unis. Modelant son patriotisme, il commence à penser que le Japon ne pourrait redevenir puissant qu'en adaptant sa technologie et son management. Il est admis à l'Université Waseda et décroche une licence en science politique en 1958. Il est embauché par Fuji Electric à la sortie de l'université, mais la quitte en 1967 pour décrocher un MBA pour un doctorat en administration des affaires en 1972 à Berkeley. Il étudie sous l'autorité intellectuelle de Herbert Simon, prix Nobel d'économie et il y rencontre son futur collègue de recherche, Hirotaka Takeuchi.

## L'influence philosophique du concept de connaissance tacite
Le philosophe Michael Polanyi a influencé Ikujirō Nonaka dans ses recherches sur la gestion de la connaissance dans les entreprises, car la connaissance tacite est un élément clé de l'innovation. Les individus tirent parti de la connaissance qu'ils ont sur eux-mêmes par les observations, les routines, les inspirations, les intuitions et les autres formes de connaissance qui ne sont généralement pas écrites ou codifiées, mais qui vivent dans l'esprit des gens, et qui offrent à une organisation son caractère distinctif par rapport aux concurrents.
Cette connaissance est en perpétuelle création, c'est pourquoi Ikujirō Nonaka donne de la valeur à la relation et dans la nature évolutive des capacités humaines. Il se rapproche plus du philosophe grec antique, Héraclite, pour qui la connaissance est extraite d'un flux continu d'expérience plutôt que celui de Platon où la vision idéaliste de la réalité, l'empêchait de considérer ce qui est à devenir et donc de la création de la connaissance.
Selon Ikujirō Nonaka, les connaissances tacites et explicites sont complémentaires, ce qui signifie que les deux types de connaissance sont essentielles pour la création de la connaissance. La connaissance explicite qui exclut la connaissance tacite perd rapidement de son sens. La connaissance est créée par les interactions entre les connaissances tacites et les connaissances explicites et non pas de la connaissance tacite seule ou de la connaissance explicite seule. Il explore la connaissance tacite selon deux dimensions. La première dimension est technique et elle englobe les « savoir-faire », c'est-à-dire une connaissance fortement personnelle et difficile à formaliser ou à communiquer aux autres. La seconde dimension est cognitive et fait référence aux croyances, aux idées et aux valeurs que nous tenons souvent pour acquises.

## Une vie de recherche dédiée à la théorie du management par la connaissance

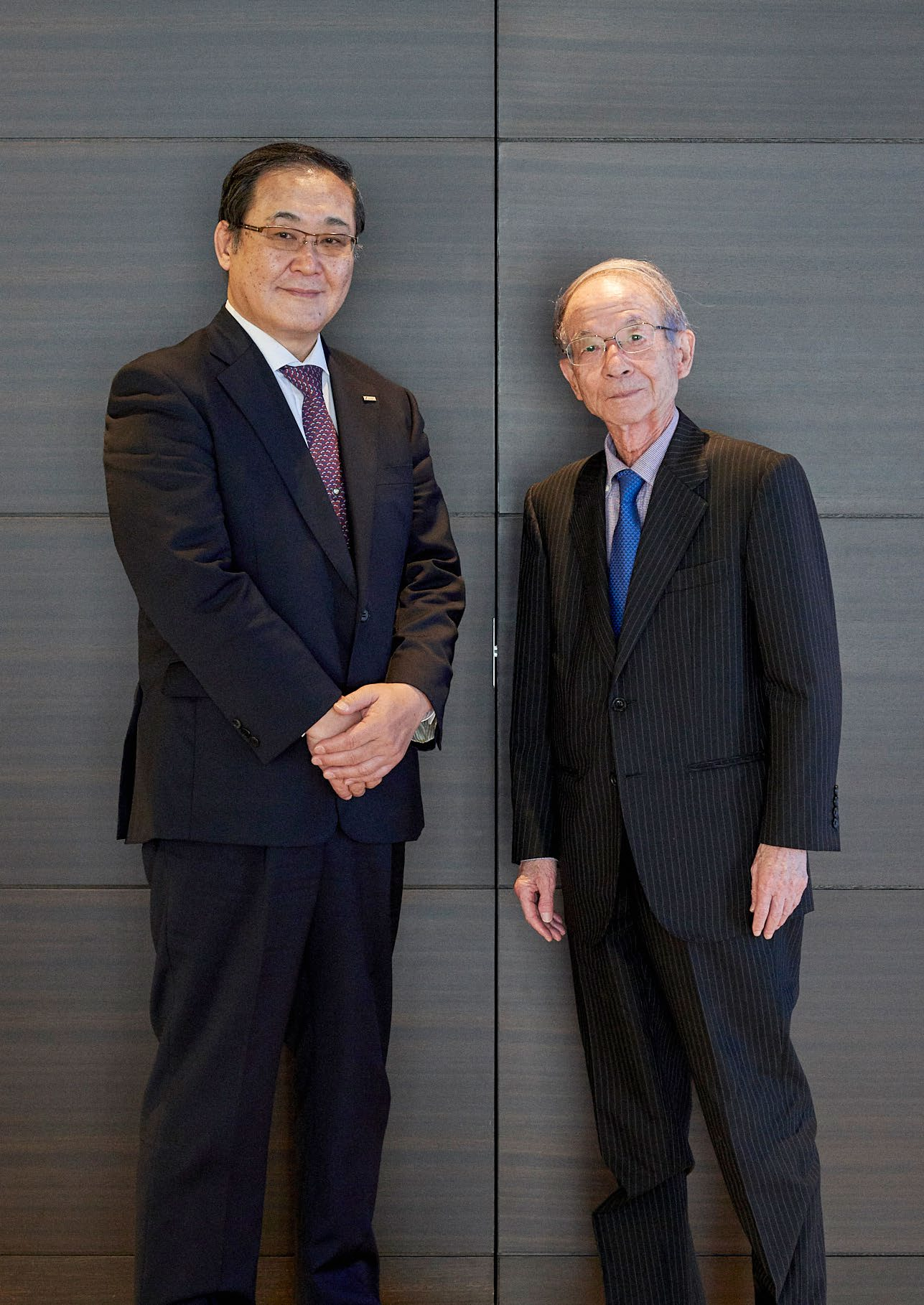
Le banquier et Ikujirō Nonaka en 2020.

Ikujirō Nonaka est surtout connu pour ses recherches sur la théorie du management par la connaissance et tout particulièrement grâce à son livre, co-écrit en 1995, avec Hirotaka Takeuchi, portant sur la création de la connaissance par la firme. Pour aider les entreprises à créer des connaissances de façon plus consciente, les auteurs s'appuient sur les traditions philosophiques orientales et occidentales. Grâce à l'analyse des sociétés japonaises créant une dynamique de l'innovation, les auteurs ont développé un modèle universel dans lequel les cadres intermédiaires jouent un rôle essentiel dans le processus de création des connaissances. Ils servent d'interface entre la stratégie de la direction générale et les réalités vécues par les opérationnels. Le rôle des cadres moyens est donc de favoriser le partage, la socialisation et la codification des connaissances.
La perspective de Nonaka diffère des pratiques courantes de management des connaissances des entreprises classiques. En effet, la plupart des entreprises confient la gestion des connaissances à leur département informatique chargé des technologies de l'information, lequel met l'accent sur la codification des pratiques exemplaires pouvant être capturés, stockés, indexés et récupérés le plus efficacement possible. Or, la gestion des données est tout à fait mineure dans cet aspect du développement des capacités au développement des entreprises.
À partir de 1984 et de ses recherches pour le symposium de la revue Harvard Business School, Ikujirō Nonaka a rompu avec l'enseignement de Herbert Simon, son ancien professeur sur la prise de décision individuelle. Il a remarqué que les gens qui ont inventé de nouveaux produits dans la société Canon ou Honda, ne fonctionnent pas comme des logiciels ou comme des fourmis, métaphores qu'utilisaient Herbert Simon et ses disciples de  l'école béhavioriste. Le monde complexe de Herbert Simon est le résultat de nombreuses décisions simples répétées à plusieurs reprises, de façon quasi mécanique. Ikujirō Nonaka estime que ce modèle de prise de décision manque de subjectivisme et de compréhension de prise de décision en fonction du contexte, c'est-à-dire du temps et du lieu.

## Le modèle subjectiviste de la spirale de la création de la connaissance

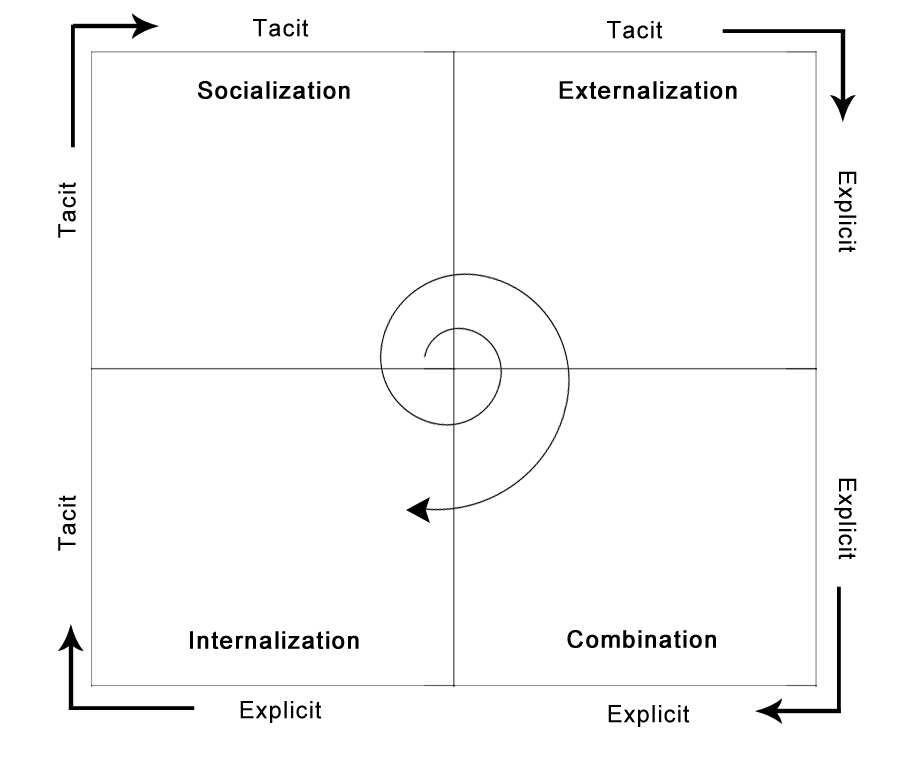
Modèle SECI de la création de la connaissance

Ikujirō Nonaka et Hirotaka Takeuchi ont proposé le modèle SECI (Socialisation, Externalisation, Combinaison, Internalisation), qui présente un processus de construction de la connaissance en spirale par l'interaction entre les connaissances explicites et les connaissances tacites. Nonaka présente dans son article de 1991 puis dans son ouvrage de 1995 l'exemple de la programmeuse Ikuko Tanaka qui a dû passer par les quatre phases du modèle pour concevoir le premier four à pain « maison » dans les années 1980.
* La Socialisation consiste au partage du savoir tacite (communication en face-à-face, sur le lieu du travail ou de l'expérience, par l'apprentissage visuel ou vicariant). Les individus sont plongés dans des expériences communes qui les aident à développer de l'empathie pour les autres (clients, collègues, etc.). La socialisation implique un champ d'interaction, où les individus partagent des espaces expérentielles et dans le même temps, créent des convictions inarticulées ou des compétences incorporées. Le lieu de l'interaction est très important : « Sans contexte temporel, spatial et relationnel, il n'y a que de l'information, pas de connaissance. La connaissance de la création dépend toujours d'une perception, d'une cognition et d'une action déterminées". "La qualité de l' "endroit" (japonais "Ba")  détermine la qualité de la création de connaissances ».
* L'externalisation correspond à l'articulation du savoir tacite vers le savoir explicite (par les métaphores, les concepts, les diagrammes, les croquis, les hypothèses, les modèles, les analogies). Cette externalisation implique la traduction de l'expérience tacite en mots et en images qui peuvent être compris par un groupe plus important de personnes qui ne vivent pas le contexte de l'expérience vécue. Les métaphores ou des croquis peuvent être très efficaces pour transmettre le ressenti d'une expérience de travail. Ce mode de création de la connaissance est déclenché par un dialogue ouvert et dirigé vers la création des concepts.
* La Combinaison des savoirs explicites (par la gestion électronique documentaire, par les réseaux des connaissances). La combinaison est un processus d'assemblage des connaissances explicites nouvelles et existantes en une connaissance systémique. Souvent, un concept nouvellement créé doit être combiné avec des connaissances existantes pour le matérialiser et le rendre tangible. Par exemple, elle peut avoir lieu via du tri, de la recatégorisation ou de la re-contextualisation de connaissances explicites.
* L'Internalisation correspond à l'intériorisation du savoir explicite au savoir tacite à un niveau opérationnel plus élevé et sur des sujets plus complexes (par l'apprentissage pratique de l'organisation apprenante ou par l'apprentissage d'utilisation du consommateur). Les connaissances explicites sont documentées dans du texte, du son ou des formats vidéo qui facilitent le processus d'internalisation. Par conséquent, les manuels sont un exemple par excellence de la connaissance explicite et sont largement utilisés pour l'internalisation.
L'organisation dispose d'un certain nombre d'actifs liés à la connaissance comme la connaissance expérentielle (les compétences des personnes et leurs réseaux relationnels), les processus de connaissance tels que les routines incorporées dans les activités quotidiennes, les connaissances théoriques telles que la conception des produits et l'image de marque plus les actifs de connaissances systémiques tels que les brevets, les licences, la propriété intellectuelle et les bases de données. Leur identification permet à une organisation de coordonner plus efficacement ses ressources. Dernièrement, Ikujirō Nonaka s'est intéressé à l'implication de la gestion de la connaissance sur le capital humain.

## Les critiques de l'approche d'Ikujirō Nonaka
P. Adler (1995) se plaignait que l'approche d'Ikujirō Nonaka souffrait d'être trop statique alors que le modèle est présenté comme étant dynamique dans l'inter-relation entre les connaissances tacites et les connaissances explicites. Il a également noté que plusieurs des éléments du SECI furent étudiés par d'autres disciplines, sans que Nonaka n'en fasse le rappel.
Stephen Gourlay, pour sa part, reproche à Ikujirō Nonaka de triturer le sens du mot « connaissance » pour l'étendre au-delà des limites conventionnelles (par exemple en associant le mot « savoir » avec l'ignorance des effets causés par les actions). Par exemple, reproduire mécaniquement les gestes du boulanger et cuisiner du pain savoureux, est-ce véritablement de la connaissance tacite si, en tant qu'apprenti, on ne sait pas en quoi les qualités de ces gestes ont influencé le goût du pain ? Et, de tels événements illustrent-ils le transfert du « savoir tacite » ? En même temps, Ikujirō Nonaka réalise un amalgame facile entre la connaissance et les simples effets acquis de l'expérience. Des doutes sont donc posés sur les exemples donnés démontrant de la capacité à transformer de la connaissance tacite en connaissance explicite.
D'autres auteurs (McAdam et McCreedy 1999 ; Haridimos Tsoukas 2003) ont remis en question la distinction entre les connaissances tacites et explicites effectuée par Ikujirō Nonaka, et sa conceptualisation de la connaissance tacite, suggérant qu'il existe là une importante lacune théorique. Méthodologiquement, également, il est difficilement concevable que la connaissance tacite puisse se transférer en connaissance explicite en complétant simplement un questionnaire.
Beaucoup de responsables en information ont cru qu'il suffisait de transformer tout ce qui est connaissance tacite en bases de données et en écrans explicites d'informations codifiés. Ces entrepôts d’informations sans contexte sont devenus de larges bases non-dynamiques ne jouant au mieux, aucun rôle de levier dans la création de savoirs nouveaux et au pire, ont conduit à des investissements importants sans rien apporter à l'entreprise.

### Publications
- 1972, “Organization and Market: Exploratory Study of Centralization vs. Decentralization”, Graduate School of Business Administration, University of California, Berkeley, Fall

- 1984, avec R. Tobe, Y. Teramoto, S. Kamata, T. Suginoo et T. Murai, Essence de l'échec : l'étude de l'organisation des forces armées japonaises pendant la Seconde Guerre mondiale (Essence of Failure: Organizational Study of the Japanese Armed Forces during the World War II), Tokyo: Diamond-sha, (en japonais)

- 1985, avec K. Imai et Hirotaka Takeuchi, ‘Managing the new product development process: how Japanese companies learn and unlearn’, In: K. B. Clark, R. H. Hayes et C. Lorenz, dir., The uneasy alliance. Managing the productivity-technology dilemma, Boston: Harvard Business School Press, p. 337-375

- 1986, avec Hirotaka Takeuchi, “The New New Product Development Game”, Harvard Business Review, 64:1, p. 137-146

- 1987, avec Johnny K. Johansson, “Market Research the Japanese Way”, Harvard Business Review, Vol 65, no 3, p. 16-22

- 1988, 
  - a. ‘Creating order out of chaos: self-renewal in Japanese firms’, California Management Review, Vol 15, no 3, p. 57-73
  - b. ‘Toward middle-up-down management: accelerating information creation', Sloan Management Review, Vol 29, no 3, p. 9-18

- 1989, avec T. Yamanouchi, ‘Managing innovation as a self-renewing process’, Journal of Business Venturing, Vol 4, p. 299-315

- 1990, 
  - a. ‘Redundant, overlapping organization: a Japanese approach to managing the innovation process’, California Management Review, Vol 32, no 3, p. 27-38
  - b. "Chishiki-Souzou no Keiei", (Une théorie de la création des connaissances organisationnelles)(A Theory of Organizational Knowledge Creation) Nihon Keizai Shimbun-sha, Tokyo (en japonais).

- 1991, 
  - a. "The knowledge creating company", Harvard Business Review, Vol 69 (6 Nov-Dec), p. 96–104
    - Traduction française de Laurent Pendarias (2015), La Compagnie créatrice de savoir.

  - b. avec M. Kenney, ‘Towards a new theory of innovation management: a case study comparing Canon, Inc. and Apple Computer, Inc.’. Journal of Engineering and Technology Management, Vol 8, no 1, p. 67-83
  - c. ‘Managing the firm as an information creation process‘, In: J. R. Meindl, R. L. Cardy et S. M. Puffer, dir., Advances in information processing in organizations, Greenwich, Conn., London: JAI Press Inc, p. 239-275

- 1993, 
  - a. avec Noboru Konno, “Chisiki Besu Soshiki" (Les entreises du savoir) (Das wissensgestützte Unternehmen)”; Harvard Business Review, Vol 72, no 1, p. 59-73
  - b. avec G. Hedlund, Models of knowledge management in the West and Japan, In: P. Lorange, B. Chakravarthy, J. Roos et A. Van de Ven, dir., Implementing strategic processes: Change, learning and cooperation, Oxford: Blackwell, p. 117–144

- 1994, 
  - a. A Dynamic Theory of Organizational Knowledge, Organization Science, 5(1), p. 14-37
  - b. avec P. Byosiere, C. C. Borucki et Noboru Konno, ‘Organizational Knowledge Creation Theory: a first comprehensive test’, International Business Review, Vol 3, no 4, p. 337-351

- 1995, 
  - a. avec Hirotaka Takeuchi, The knowledge creating company: how Japanese companies create the dynamics of innovation, New York: Oxford University Press,  (ISBN 9780195092691)
    - Traduction française de Marc Ingham (1997), La connaissance créatrice : dynamique de l’entreprise apprenante, Management, DeBoeck Université
    - Traduction allemande (1997), “Die Organization des Wissens – Wie japanische Unternehmen eine brachliegende Ressource nutzbar machen”; Campus Verlag, New York

  - b. Managing innovation as an organizational knowledge creation process, In: J. Allouche et G. Pogorel, dir., Technology management and corporate strategies: A tricontinental perspective, Amsterdam: Elsevier, p. 73–109

- 1996, 
  - a. avec K. Umemoto et D. Senoo, ‘From information processing to knowledge creation: a paradigm shift in business management’, Technology in Society, Vol 18, no 2, p. 203-218
  - b. avec Hirotaka Takeuchi et K. Umemoto, “A Theory of Organizational Knowledge Creation”, International Journal of Technology Management, Special Issue on Unlearning and Learning for Technological Innovation, 11:7/8, p. 833-845

- 1998, 
  - a. avec Noboru Konno, “The Concept of ‘Ba’: Building a Foundation for Knowledge Creation”, California Management Review, 40:3, p. 116-132
  - b. avec K. Kusunoki et A. Nagata, Organizational capabilities in product development of Japanese firms: a conceptual framework and empirical findings, Organization Science, 9(6), p. 699–718

- 1999, avec F. Corno et P. Reinmoeller, "Knowledge creation within industrial systems", Journal of Management and Governance, 3, p. 379-394

- 2000, 
  - a. avec Georg Von Krogh et Kazuo Ichijo, Enabling Knowledge Creation: How to Unlock the Mystery of Tacit Knowledge and Release the Power, Oxford University Press
  - b. avec Ryoko Toyama et Noboru Konno, ‘SECI, Ba, and leadership: a unified model of dynamic knowledge creation’, Long Range Planning, 33, p. 5-34
  - c. avec T. Nishiguchi, dir., Knowledge Emergence: Social, Technical, and Evolutionary Dimensions of Knowledge Creation, Oxford University Press, New York
  - d. avec Ryoko Toyama et Akiya Nagata, A Firm as a Knowledge-Creating Entity: A New Perspective on the Theory of the Firm, Industrial & Corporate Change, Oxford, Vol 9, no 1, p. 1-20
  - e. avec Noboru Konno et Ryoko Toyama, “Emergence of “Ba”: A Conceptual Framework for Continuous and Self-transcending Process of Knowledge Creation”, In: Ikujirō Nonaka et T. Nishiguchi, dir., Knowledge Emergence, New York:Oxford University Press
    - Repris en 2001, In: M. Dierkes, A. B. Antel, J. Child et Ikujirō Nonaka, dir., Handbook of organizational learning and knowledge, Oxford: Oxford University Press, p. 3-29

- 2001,
  - a. avec M. Dierkes, A. B. Antel et J. Child, dir., Handbook of organizational learning and knowledge, Oxford: Oxford University Press
  - b. avec Ryoko Toyama et P. Byosière, ‘A theory of organizational knowledge creation: understanding the dynamic process of creating knowledge’, In: M. Dierkes, A. B. Antel, J. Child et Ikujirō Nonaka, dir., Handbook of organizational learning and knowledge, Oxford: Oxford University Press, p. 491-517
  - c. avec David J. Teece, dir., Managing Industrial Knowledge, London: Sage
  - d. avec T. Nishiguchi, dir., Knowledge Emergence, New York: Oxford University Press

- 2003, 
  - a. Hitotsubashi on Knowledge Management, John Wiley (Asia)
  - b. avec Ryoko Toyama, ‘The knowledge-creating theory revisited: knowledge creation as a synthesizing process’, Knowledge Management Research & Practice, Vol 1, p. 2-10
  - c. avec Noboru Konno, Methodology of Knowledge Creation, Tokyo: Toyokeizaishimpo-sha, (en japonais)

- 2004, avec A. Katsumi, L'essence de l'innovation (The Essence of Innovation), Tokyo: Nikkei BP, (en japonais)

- 2005, L'essence de la stratégie (The Essence of Strategy), Tokyo: Nikkei BP, (en japonais)

- 2007, 
  - a. avec Noboru Konno, Virtue-Based Management, Tokyo: NTT Shuppan, (en japonais)
  - b. avec A. Katsumi, The Art of Innovation, Tokyo: Nihon Keizai Shimbun, Shuppan-sha, (en japonais)

- 2008, avec Ryoko Toyama et Toru Hirata, Managing Flow: A Process Theory of the Knowledge-Based Firm, Palgrave

- 2011, avec Ryoko Toyoma et Vesa Peltokorpi, "The Distributed and Dynamic Dimensions of Human Capital", In: Alan Burton-Jones, JC Spender et Gary Becker, dir., The Oxford Handbook of Human Capital, Ch 18, Oxford University Press

### Littérature secondaire
- 1995, P. S. Adler, "Comment on I. Nonaka. Managing innovation as an organizational knowledge creation process", In: J. Allouche et G. Pogorel, dir., Technology management and corporate strategies: a tricontinental perspective. Amsterdam: Elsevier, p. 110-124

- 1998, René Jorna, Managing Knowledge (commentaire des livres de Ikujirō Nonaka et H Takeuchi, The Knowledge-Creating Company et de J. F. Schreinemakers, Knowledge Management: Organization, Competence and Methodology, Oxford University Press, Oxford UK, The Semiotic Review of Books, Vol 9, no 2

- 1999, R. McAdam et S. McCreedy, ‘A critical review of knowledge management models’, The Learning Organization, Vol 6, no 3, p. 91-100

- 2000, C. Otto Scharmer, Conversation with Ikujirō Nonaka, Reflections, Vol 2, no 2

- 2001, R. Bennett, ‘‘‘Ba’ as a determinant of salesforce effectiveness: an empirical assessment of the applicability of the Nonaka-Takeuchi model to the management of the selling function’’, Marketing Intelligence & Planning, Vol 19, no 3, p. 188-199

- 2003,
  - F. Gao et M. Gao, Why Nonaka highlights tacit knowledge: a critical review, Journal of Knowledge Management, 7 (4), p. 6-14
  - M. Glisby et N. Holden, Contextual constraints in knowledge management theory: The cultural embeddedness of Nonaka's knowledge-creating company, Knowledge and Process Management, 10(1), p. 29–36
  - Stephen Gourlay, "The SECI model of knowledge creation: some empirical shortcomings", In: F. McGrath et D. Remenyi, dir., Fourth European Conference on Knowledge Management, Oxford, 18-19 September, p. 377-385
  - R. F. Poell et F. J. van der Krogt, ‘Learning strategies of workers in the knowledgecreating company’, Human Resource Development International, Vol 6, no 3
  - William D. Stillwell, Tacit Knowledge And The Work Of Ikujirō Nonaka: Adaptations of Polanyi in a Business Context, Tradition and Discovery, Vol 30, no 1, p. 19-22
  - Morgen Witzel, "Nonaka Ikujirō (1935-)", In: Morgen Witzel, dir., Fifty Key Figures in Management, Routledge,  (ISBN 978-0-415-36978-7),  (ISBN 978-0-415-36977-0), p. 247-253

- 2005, Stephen Gourlay et A. Nurse, Flaws in the “Engine” of Knowledge Creation: A Critique of Nonaka’s SECI Model, In: A. F. Buono et F. Poulfelt, dir., Challenges and Issues in Knowledge Management, Research in Management Consulting Series, Vol 5, Ch 13, Greenwich, Connecticut: Information Age Publishing, p. 293-315

- 2006, Stephen Gourlay, Conceptualizing knowledge creation: a critique of Nonaka's theory, Journal of Management Studies, 43(7), p. 1415-1436

- 2008, Sally Helgesen, The Practical Wisdom of Ikujirō Nonaka, Organizations & People, 25 novembre, Winter, no 53